# Karpova Balka, Krasnoperekopsk
Karpova Balka (în ucraineană Карпова Балка) este un sat în comuna Filativka din raionul Krasnoperekopsk, Republica Autonomă Crimeea, Ucraina.

## Demografie
Componența lingvistică a localității Karpova Balka
     Rusă (48,24%)
     Română (21,18%)
     Tătară crimeeană (18,24%)
     Ucraineană (10,59%)
     Alte limbi (0,59%)
Conform recensământului din 2001, nu exista o limbă vorbită de majoritatea populației, aceasta fiind compusă din vorbitori de rusă (48,24%), română (21,18%), tătară crimeeană (18,24%) și ucraineană (10,59%).